# Metrorrey

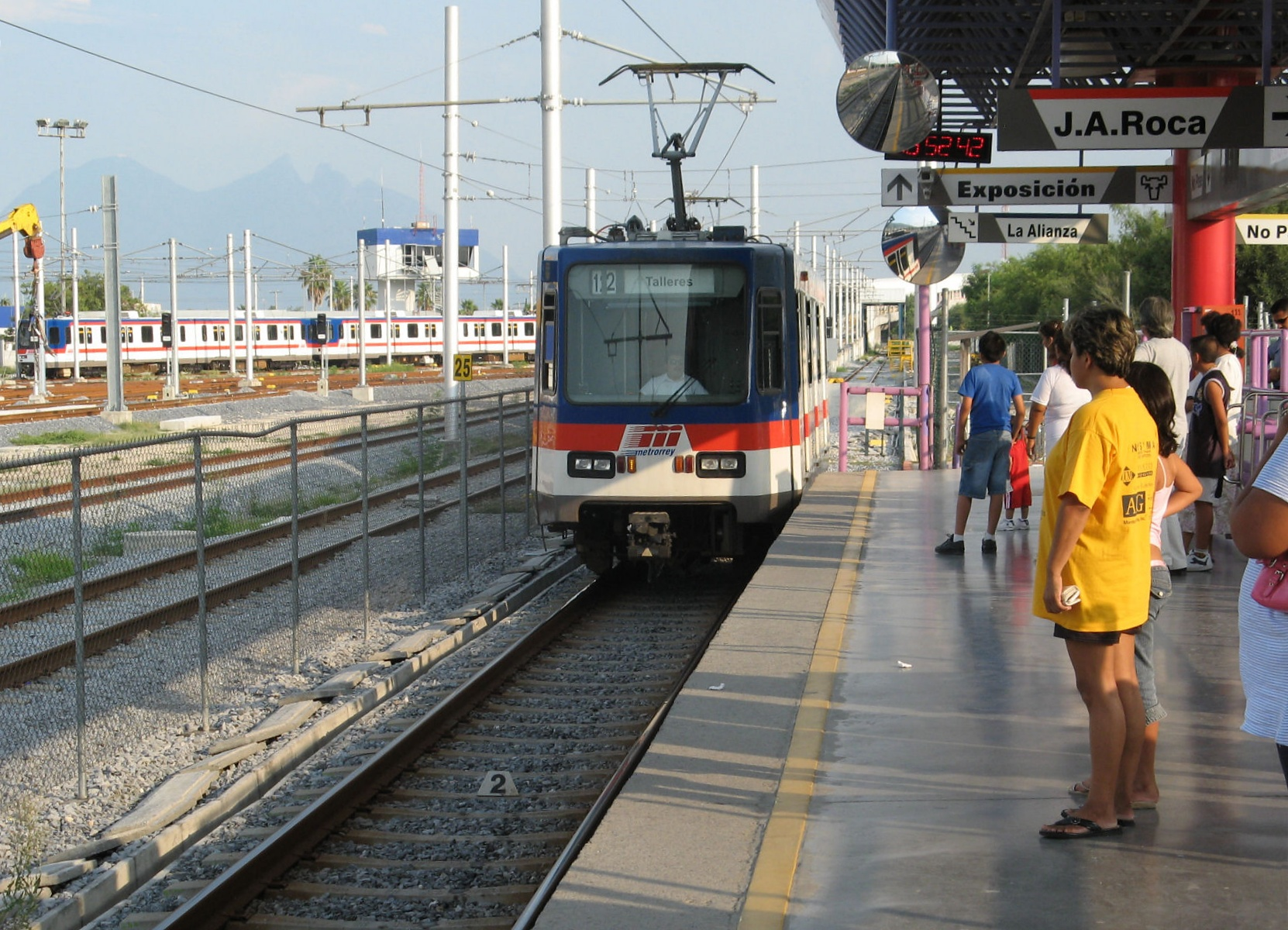
Metrorrey-tåg anländer till Talleres station 2007

Metrorrey är ett offentligägt spårburet kollektivtrafiksystem i den mexikanska staden Monterrey i delstaten Nuevo León. Dess officiella namn är Sistema de Transporte Colectivo Metrorrey, men omnämns ofta i folkmun endast som "metro". Systemet invigdes den 9 november 1987 efter ett tidigare beslut i delstatskongressen.
Trafiken delas upp i två rutter, som byggts och byggts ut i olika etapper:
- Linje 1 (Línea 1) - byggnationen påbörjad 18 april 1988 och slutförd 25 april 1991.
- Linje 2 (Línea 2) - byggnationen påbörjad i februari 1993 och slutförd 30 november 1994, linjen förlängdes därefter med 8,5 km i ett projekt som påbörjades 8 augusti 2005 och avslutades 9 oktober 2008

En tredje linje är planerad för öppnande under första halvan av 2021.